# Juan Carreño de Miranda

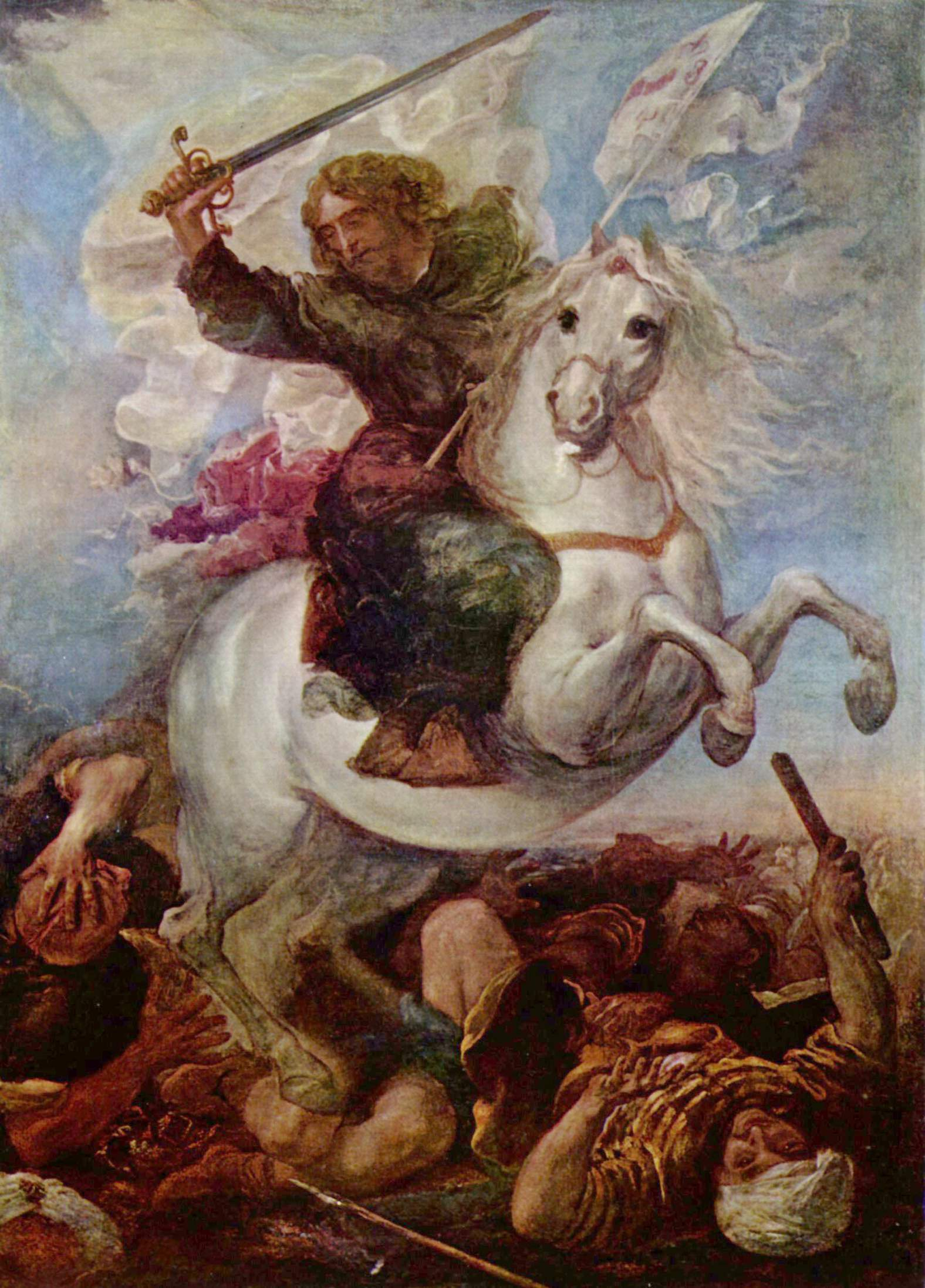
Juan Carreño de Miranda, St. Jacobus de Meerdere in de strijd om Clavijo, 1660, Olieverf op doek, 231 x 168 cm, Museum voor de schone kunsten, Boedapest

Juan Carreño de Miranda (* Avilés 1614 - † Madrid 1685) was een Spaans kunstschilder tijdens de Barok.
Carreño de Miranda was van adellijke afkomst en had daardoor de mogelijkheid de koninklijke collectie van Spanje te bestuderen. Door het grote aantal werken van Vlaamse en Hollandse meesters in deze collectie werd zijn stijl hierdoor sterk beïnvloed. Ook de Venetiaanse schilders met hun uitbundige kleurgebruik hadden een grote invloed op hem.
Het eerst gesigneerde werk van Carreño de Miranda stamt uit 1646 en staat nog sterk onder de bovengenoemde invloeden. Vanaf midden jaren 50 van de 17de eeuw begint hij een persoonlijke stijl te ontwikkelen die al te zien is in zijn Annunciatie uit 1653. Het bekendst is Carreño de Miranda echter om de portretten die hij vanaf 1666 maakt. Hoewel hij onder de noemer portretschilder al sinds 1659 aan het Spaanse hof werkte, duurt het tot 1669 dat koningin Mariana hem tot de officiële portretschilder van de koning benoemt. Koningin Mariana is een aantal keren onderwerp van schilderijen van de kunstenaar.
- Biblioteca Nacional de España: XX1156142
- Bibliothèque nationale de France: cb149712204 (data)
- Gemeinsame Normdatei: 123214610
- International Standard Name Identifier: 0000 0000 8918 0060
- KulturNav: 0ea58e57-da58-42e1-b420-38e064226143
- Library of Congress Control Number: n85257292
- Nationale Bibliotheek van Tsjechië: xx0219513
- Nationale bibliotheek van Australië: 35185679
- Nationale Bibliotheek van Israël: 987007276197005171
- Nederlandse Thesaurus van Auteursnamen: 070385483
- Réseau des bibliothèques de Suisse occidentale: 02-A013950570
- RKD-Nederlands Instituut voor Kunstgeschiedenis: 15584
- Système universitaire de documentation: 124585329
- Trove: 856376
- Union List of Artist Names: 500006711
- Virtual International Authority File: 54420610
- WorldCat: E39PBJpJfHmHfYWFyJXCgHHDMP